# Luigi Paterlini
Pour les articles homonymes, voir Paterlini.
Luigi Paterlini (né le 9 août 1923 à Brescia où il est mort le 23 octobre 1974) est un athlète italien spécialiste du 400 mètres.

## Biographie

### Palmarès
| Date | Compétition           | Lieu      | Résultat | Épreuve   | Performance  |
| ---- | --------------------- | --------- | -------- | --------- | ------------ |
| 1948 | Jeux olympiques d'été | Londres   | —        | 4 x 400 m | DNF          |
| 1950 | Championnats d'Europe | Bruxelles | 6e       | 400 m     | 48 s 9       |
| 1950 | Championnats d'Europe | Bruxelles | 2e       | 4 x 400 m | 3 min 11 s 0 |

### Records
| Épreuve          | Performance | Lieu     | Date         |
| ---------------- | ----------- | -------- | ------------ |
| 400 mètres       | 47 s 9      | Colombes | 16 août 1948 |
| 400 mètres haies | 54 s 9      | Milan    | 29 juin 1949 |